# Borboletas (álbum)
Borboletas é o quinto álbum da dupla sertaneja Victor & Leo, lançado em 2008. O álbum tem em seu repertório 11 canções, sendo 9 inéditas, todas assinadas por Victor, e pela primeira vez traz Leo como compositor. Como faixa bônus está a canção "Tem Que Ser Você", incluída na trilha sonora da telenovela A Favorita, da Rede Globo. 
Há ainda regravações das músicas "Deus e Eu no Sertão" e "Tanta Solidão", a primeira lançada originalmente no primeiro álbum da dupla, Vitor e Leo (2002), desta vez com Victor como vocalista principal, normalmente responsável apenas pela segunda voz. A faixa foi incluída como tema de abertura da telenovela Paraíso, também da Rede Globo, e a segunda lançada originalmente no segundo álbum da dupla, Vida Boa.
O álbum é provavelmente o mais vendido da dupla, sendo certificado com disco de diamante pela ABPD com mais de 500 mil cópias.

## Faixas
Todas as faixas escritas e compostas por Victor Chaves e Leo Chaves. 
| N.º            | Título                           | Compositor(es) | Duração |  |
| 1.             | "Borboletas"                     | Victor         | 3:16    |  |
| 2.             | "Lado Errado"                    | Victor         | 3:10    |  |
| 3.             | "Timidez"                        | Victor         | 3:08    |  |
| 4.             | "Tanta Solidão"                  | Victor, Leo    | 3:09    |  |
| 5.             | "Nada Normal"                    | Victor, Leo    | 3:18    |  |
| 6.             | "Sem Trânsito, sem Avião"        | Victor         | 2:49    |  |
| 7.             | "Luz, Paixão, Rodeio"            | Victor         | 3:41    |  |
| 8.             | "Noite Estelar"                  | Victor, Leo    | 3:10    |  |
| 9.             | "Razão do Meu Astral"            | Victor         | 3:28    |  |
| 10.            | "Você Sabia"                     | Victor, Leo    | 3:09    |  |
| 11.            | "Deus e Eu no Sertão"            | Victor         | 3:41    |  |
| 12.            | "Tem Que Ser Você" (faixa bônus) | Victor         | 3:07    |  |
| Duração total: | Duração total:                   | Duração total: | 38:57   |  |

## Singles
- O primeiro single, "Borboletas", foi um sucesso total nas rádios brasileiras e em todo o Brasil, tornando-se o 2º número 1 da dupla. A música foi lançada em setembro nas rádios.

- "Você Sabia" foi escolhido como apenas um promo single do álbum. A música foi lançada em janeiro de 2009 apenas em algumas rádios. Leo Chaves também compôs a música, junto com seu irmão Victor. A canção conseguiu atingir a 10ª posição no Brasil apenas como promo single.

- "Nada Normal" é o segundo single oficial do álbum. A música foi lançada em fevereiro de 2009. A música atingiu a posição 2 no Brasil, tornando-se o terceiro single Top 10 consecutivo do álbum.

- "Deus e Eu no Sertão" é o terceiro single oficial do álbum. A música é o tema de abertura da novela Paraíso e foi lançada oficialmente nas rádios em maio. A canção é toda cantada por Victor, que fazia mais backings e foi considerada uma das melhores músicas da carreira da dupla. A canção se tornou o 2º single do álbum Borboletas a ficar no topo das paradas do Brasil, se tornando um enorme sucesso nas rádios também. "Deus e Eu No Sertão" é também uma das composições mais antigas da dupla, foi composta por Victor em 1995 e gravada originalmente no primeiro álbum da dupla, Vitor e Leo (2002), regravada no álbum Vida Boa (2004), e por fim foi regravada no álbum Borboletas (2008), desta vez com Victor na voz principal.